# Morphosphaera brunnea
Morphosphaera brunnea là một loài bọ cánh cứng trong họ Chrysomelidae. Loài này được Maulik miêu tả khoa học năm 1936.